# Tunnelbaum
Ein Tunnelbaum ist ein großer Baum, in dessen Stamm ein Tunnel gebohrt worden ist. Diese Praxis fand in erster Linie Ende des 19. und Anfang des 20. Jahrhunderts im Westen der Vereinigten Staaten statt.
Der Tunnel ermöglichte es Touristen mit einem Auto den Baum zu durchfahren oder durch ihn hindurchzugehen. Die Tunnel wurden gebohrt, um den Tourismus anzukurbeln.
Der Tunnelbau hat die Gesundheit vieler Bäume schwer geschädigt. Einige Bäume sind daher umgestürzt. Aufgrund der schädlichen Auswirkungen des Aushöhlens von Bäumen wird die Praxis der Erstellung von Tunnelbäumen seit langem unterlassen.

## Liste
| Name                   | Ort                                                | Baumart          | Anmerkungen                                                               | Bild                          |
| ---------------------- | -------------------------------------------------- | ---------------- | ------------------------------------------------------------------------- | ----------------------------- |
| Wawona Tree            | Mariposa Grove, Yosemite National Park             | Riesenmammutbaum | 37° 30′ 53,28″ N, 119° 35′ 42″ W 1969 umgestürzt                          | 6209-248VacYosmiteTunlTree    |
| Pioneer Cabin Tree     | Calaveras, Calaveras Big Trees State Park          | Riesenmammutbaum | 38° 16′ 48,61″ N, 120° 18′ 10,8″ W 2017 umgestürzt                        |                               |
| Tunnel log             | Sequoia-Nationalpark und Kings-Canyon-Nationalpark | Riesenmammutbaum | 36° 33′ 9″ N, 118° 45′ 43,2″ W Liegender Baum                             |                               |
| Chandelier Tree        | Leggett                                            | Küstenmammutbaum | 39° 51′ 30,24″ N, 123° 43′ 8,4″ W                                         |                               |
| Shrine Drive-Thru Tree | Myers Flat                                         | Küstenmammutbaum | 40° 16′ 1,2″ N, 123° 52′ 57″ W                                            |                               |
| Klamath Tour-Thru Tree | Klamath                                            | Küstenmammutbaum | 41° 31′ 19,2″ N, 124° 1′ 48″ W                                            | Bild                          |
| California Tunnel Tree | Mariposa Grove, Yosemite National Park             | Küstenmammutbaum | 37° 30′ 16,2″ N, 119° 36′ 1,19″ W Nur für Fußgänger Zu schmal für Autos   |                               |
| Tuolumne Grove Tree    | Tuolumne County, Yosemite National Park            | Küstenmammutbaum | 37° 46′ 6,6″ N, 119° 48′ 20,66″ W Nur noch für Fußgänger Der Baum ist tot | Tunnel tree in Tuolumne Grove |